# العكر
العكر قرية بحرينية صغيرة تقع في محافظة العاصمة  تنقسم إلى منطقة شرقية وغربية يحدها البحر من الشمال والشرق وقد اشتهرت بالزراعة وصيد الأسماك منذ قديم الزمان، وقد تعرضت سواحل العكر الجميلة خلال العشرين سنة الماضية إلى الدفن العشوائي مما أدى إلى تدمير البيئتين البرية والبحرية.

## مقدمة
هي إحدى قرى البحرين الصغيرة في مساحتها، الكبيرة بما تحويه من جمال، وتاريخ وأفعال رجالها السابقين المتميزين بالحكمة، والأخلاق الحميدة، والكرم، ومساعدة أهالي القرى المجاورة.
والعكر قرية قديمة ومعروفة.. وهي أصلية، وكانت موجودة ومزدهرة الحياة قبل ظهور قريتي المعامير والنويدرات، حيث كان أهالي هاتين القريتين حسب أقوال المعمرين يعيشون في منطقة عسكر وهم السكان الأصليين لقرية عسكر فيعود تاريخهم لتاريخ الصحابي صعصعة بن صوحان، ويقال بأنهم عساكر عسكروا في هده المنطقة منذ مئات السنين ومن ثم هجروا هذه القرية وتوجه بعضهم وهم جماعة (النويدرات) إلى منطقة يطلق عليها بربورة ولضيق المكان هناك سكنوا نزحوا إلى الغرب وسميت المنطقة بأسمهم (النويدرات) وهناك رواية تقول أن اسم العشيرة هي نويدرات ورواية أخرى تقول بانهم سكنوا بجانب رجل يدعى نويدر وهذه الرواية ضعيفة لبحثنا عن هذه الشخصية فلم نجد دليل على وجوده أما الرواية التي تقول بأن اسم العشيرة هي النويدرات فهي قوية لوجود أوراق ثبوتية لدى العوائل الأصلية تثبت أن اللقب القديم هو النويدري العسكري، بينما اتجه البعض الآخر إلى منطقة المعامير وسمّوا بالفراسنة أو العساكرة.
وكان يسكن قرية العكر قديما بعض القبائل العربية المعروفة، والعائلات الثرية مثل: عائلة الغتم، وعائلة الجلهمي، إلى جانب بسطاء العيش.

## سـبب التسمية
قيل: إنها سميت العِكْر لأنها الأصل أو لأنها أصلية في وجودها ثم حرفت بعد ذلك إلى العِكِر. وهذا ما يوافق ما جاء في لسان العرب من أن العِكْر، بالكسر يعني الأصل. ويرى بعض أهالي القرية أنها سميت بالعَكْر لتعكر خيول عبد الملك بن مروان فيها، ثم حرفت وسميت العِكِر. ونحن لا نميل إلى هذا الرأي، وإن وجد دليل على دخول عبد الملك بن مروان البحرين لمحاربة أهلها، وقد جعل سهلان بن علي على الأطراف الشرقية، وقبر هذا الرجل الجليل موجود في قرية العكر، وقد اتخذه أهل البحرين مزارا يتبركون به وينذرون إليه ويقصدونه من كل جانب ومكان.
ويرى آخرون أنها سميت بالعَكَر، بفتح العين والكاف، لأنها كانت بها عيون فتعكرت، فسميت بذلك نسبة إلى تعكر مياه عيونها. وهذا أيضا ما يوافق ما جاء في لسان العرب من أن العَكَر بالفتح هو: عكر الشراب والماء والدهن.
ولكن من خلال ما ورد على ألسنة الناس في هذه القرية وما أرجحه أنا شخصيا أنها العِكْر بالكسر: بمعنى الأصل وحرفت إلى العِكِر، لأنها سميت بالعكر قبل اكتشاف العيون فيها، ولأنها أصل جزيرة البحرين هذا ما توارثه الآباء الكبار، لكن لا نعلم هل هي الأصل في تكون هذه الجزيرة، أم الأصل في السكن أي تكون السكن منها هنا. لأننا نجد أن القرى المجاورة لم يكن فيها سكن، وإنما نشأ بعد ذلك، وإن أكثر العوائل المتفرقة في القرى والمدن كانت من العكر وإن كانوا قد خرجوا منها إلا إن أملاكهم لا زالت موجودة فيها كعائلة الغتم.

## الموقع
تقع قرية العكر جنوب المنامة، جنوب غرب جزيرة سترة، تحدها مياه البحر من الجهتين الشمالية والشرقية، وتحدها من الغرب قرية النويدرات، ومن الجنوب قرية المعامير.

## المساحة
العكر قرية صغيرة، تبلغ مساحتها 385’0 كيلو متر مربع تقريبا.

## أقسام العكر
تتكون قرية العكر من منطقتين: العكر الشرقي والعكر الغربي. وتنقسم كل منطقة إلى عدة أقسام، وسوف نتناول كل منطقة على حدة على النحو التالي:

### أولا: العكر الشرقي
وينقسم بدوره إلى أربعة أقسام:
- الجبل:

وسميت بذلك لوجود بعض الأراضي الجبلية فيها، وتسمى أيضا بالبدائع نسبة إلى جمالها، حيث يوجد بها الكثير من المزارع، وللطافة جوها في فصل الصيف، وقد كان أهالي هذه القرية قديما ينتقلون إليها في هذا الفصل. ويمتد هذا القسم من البحر شمالا حتى المقبرة جنوبا، ويوجد فيه قصر الشيخ خالد بن محمد بن سلمان آل خليفة.
- الخللبال:

ويقال: إنها سُميت بذلك لراحة البال وتنفيه الخاطر في هذه المنطقة، حيث تقع بمحاذاة البحر من الجهة الشرقية، وقد أُقيم فيها حديثا قصر لرئيس مجلس الشورى السيد إبراهيم حميدان، وأُقيم فيها أيضا شارع يمتد من شارع مجلس التعاون جنوبا إلى داخل المنطقة شمالا، وقد شُيد هذا الشارع بمحاذاة البحر، وإلى جانب مزرعة وسكن رجل الأعمال المعروف عبد الله أحمد ناس.
- الديرة:

وتقع في الوسط، وهي أصل السكن في القرية، وقد تركزت فيها المآتم الحسينية، والمقبرة، ومسجد الشيخ سهلان بن علي، ومسجد الشيخ مؤمن.
- المنكولة:

وتقع في الجنوب بمحاذاة قرية المعامير، حيث يفصل بينهما شارع مجلس التعاون، وقد تركزت فيها في الآونة الأخيرة المحلات والمؤسسات التجارية، ومصنعي الرمل والثلج، وتوجد فيها أيضا عين العكر التي تزود هذين المصنعين بالماء، كما يوجد فيها ملعب لكرة القدم يخص نادي العكر الرياضي والثقافي، وكانت تسمى أرض الملعب سابقا (بالمنشر) حيث كان الصيادون ينشرون عليها الروبيان أيام الموسم.

### ثانيا: العكر الغربي
وقد اقتصر في البداية على قسمين: النزلة والسبيل، وحاليا ثلاثة أقسام. 
1. القسم الشمالي: ويسمى النزلة، ويسكنه السنة عائلة الغتم وعائلة آل خليفه وعائلة السعيدي.
2. القسم الجنوبي: ويسمّى السبيل، ويسكن في هذا القسم بعض الأسر البحرانية التي انتقلت إليه من العكر الشرقي. ويوجد بهذا القسم الكثير من المزارع، والمصانع كمصنع الكهف للملابس الجاهزة، كما توجد به مدرسة المعامير الابتدائية للبنين، ومسجد الإمام علي .
3. أما القسم الثالث: فقد نشأ حديثا خلال السنوات الإثنى عشر الماضية، حيث كانت هذه البقعة سابقا خالية من السكن، وذلك بسبب رفض الجميع السكن فيها، لأن أرضها لينة ورطبة ويقال إنها كانت بحرا فانقطعت عنها المياه ولم تصل إليها. وتسمى هذه المنطقة أيضا (بالخبة) وتقع بمحاذاة قرية النويدرات، ويسكن فيها الكثير من العائلات من سكنة العكر الشرقي، والنويدرات، وسترة.

## حصار العكر
أنظر حصار العكر

## التعليم
بالنسبة للتعليم في هذه القرية تمثل بداية في تعليم القرآن الكريم، والأحاديث النبوية الشريفة، والقصائد الحسينية، وبعد ظهور التعليم في البحرين اقتصر التعليم فيها على البنين فقط، وذلك لرفض الآباء والأجداد تعليم البنات في المدارس تماشياً مع عاداتهم وتقاليدهم. ومع مرور الأيام بدأ بعض الآباء يسمحن لبناتهن بالتعليم، وكانت أول فتاة التحقت بالتعليم هي (ملكة سلمان المصيبعي) وأختها (بدرية).
ولا زالت بعض الأسر في قرية العكر تعارض دخول البنات إلى المدارس، وإن سمحت لهن بالتعليم في المدارس، فإنها تحرمهن من الالتحاق بالجامعة. وتوجد بالقرية مدرستان إحداهما للبنين وتسمى (مدرسة المعامير الابتدائية للبنين)، وهي تقع في الجهة الجنوبية المواجهة لقرية المعامير، وتأسست عام 1954م، وكان يدرس فيها أبناء قرى العكر والنويدرات والمعامير، وحاليا اقتصر فيها على أبناء قريتي العكر والنويدرات، وذلك بسبب فتح مدرسة أخرى في قرية المعامير. وفي السنوات القليلة الماضية تم إنشاء مدرسة للبنات في منطقة العكر الغربي سميت (أم القرى)، وقد تأسست عام 1990 ـ 1991م .

## الزراعة
اشتهرت قرية العكر منذ القدم بالزراعة، ولا سيما زراعة البطيخ، الذي كان يصدر إلى دولة قطر. ولقد انتشرت في هذه القرية العديد من المزارع، بسبب كثرة المياه فيها ولخصوبة أراضيها، وقد ذكرها محمد علي التاجر بقوله : " العكر على الساحل الشرقي وهي ذات نخيل باسقة ومياه غزيرة وبها مزارع البطيخ الأصفر الجيد ويزرع الحنطة وأهلها فلاحون. ومن هذه المزارع : 
1. خزابة : وهي ملك رجل الأعمال عبد الله أحمد ناس.
2. البري : وهي ملك أحمد بن غريب.
3. الرفض : وهي ملك كل من محمد إبراهيم وحبيب بن يوسف.
4. عبد النبي : وهي ملك علي عبد الرسول وإخوانه.
5. أم الحمام : وهي ملك الحاج محمد المغني.
6. السيفية وأرض الجمل : وهي ملك عائلة الغتم.
7. أرض ياقوت : وهي ملك محمد حسين.
8. أرض السراحنة : وهي ملك الحاج علي بن سرحان، وقد بيعت على أحد أفراد الأسرة الحاكمة.
9. مزرعة كفل خور : وهي ملك عائلة آل حسين، وقد بيعت على رئيس مجلس الشورى، وشيد فيها قصرا له.
10. أرض الشيخ : وسميت بذلك نسبة إلى الشيخ منصور الستري الذي كان يملكها سابقا، ويملكها حاليا آل حسين.
11. العرادي : وهي أيضا ملك عائلة آل حسين.
12. زمزموه : وهي ملك إبراهيم بن سرحان.

وهناك مزارع أخرى منها مزارع عائلة آل شرف ومزرعة عباس فردان.. بالإضافة إلى مزارع عديدة قد اندثرت بسبب عدم الاهتمام بها من قبل أصحابها، أو الزحف العمراني عليها مثل : (أرض اللوز) التي يملكها (الشيخ علي بن خليفة)، وقد أهملت بعد وفاته واندثرت عينها المسمّاة (عين اللوز)، وكذلك (الفاقعة) وهي ملك (حبيب علي محمد المغني) وقد باعها على أحد التجار لإنشاء محلات تجارية عليها، وهناك أيضا (الخجدة) وهي ملك (عبد الله بن محمد المغني).

## عيون العكر
يوجد في قرية العكر العديد من العيون أهمها:
1. عين عروس ومعرس : وهذه العين تقع بجانب البحر جنوب خللبال، لونها أخضر، وهي خاصة باستحمام كل من يتزوج من أهالي القرية، ومنها يزف إلى أن يصل إلى بيته.
2. عين اللوز : وتقع بالقرب من عين عروس ومعرس، وتستخدم للزراعة، ويوجد بجانبها الجبال.
3. عين كفل خور : وتقع في منطقة البدائع وتستخدم لري المزارع.
4. عين سهلان : وهي عين كبيرة، وسميت بهذا الاسم نسبة إلى الشيخ سهلان بن علي، وكان ماؤها عذبا.
5. عين العكر : وهي عين كبيرة جدا، وتقع في الجهة الجنوبية، وكانت تستخدم للسباحة إلى جانب ري المزارع، وقد غرق في هذه العين العديد من الأطفال، لذا شاع بين الناس أن هذه العين توجد بها (جنيه)، فاجتمع رجال القرية وأرادوا ردم العين، لكن مختار القرية الحاج (عبد الله بن حسين) اقترح على الحاج (حبيب علي المغني) أن يكلم (عبد الله أحمد ناس) الذي يستخدم ماء العين لري مزرعته لكي يقوم بتحويطها وإلا سوف يتم ردمها، وقد استقبل (عبد الله أحمد ناس) رأي أهل القرية بصدر رحب وحوط العين.

وقد اندثرت هذه العيون ما عدا عين العكر التي ما زالت تستخدم من قبل مؤسسات (عبد الله أحمد ناس)، حيث تستخدم للزراعة ولتمويل مصنعي الثلج والماء.

## صيد الأسماك
مارس معظم أهالي العكر قديما مهنة صيد الأسماك، وقد اتخذها الكثير من الأهالي كمهنة أساسية لهم، ويطلق عليهم (بحاحير) والبعض الآخر اتخذها كمهنة مساعدة له لتعينه على تحمل مصاريف الحياة الباهضة.
وقد اشتهرت عدة عوائل في العكر بهذه المهنة منهم : عائلة المحسن ، عائلة المغّني، وعائلة آل حسين. وهؤلاء اشتهروا بصيد الروبيان، أما عيال جاسم، وعيال محمد علي، والحاج عبد الله المغّني.. فقد اشتهروا بصيد الأسماك.
ولا زالت هذه المهنة قائمة إلى الآن وإن تعددت الأعمال، حيث أدى انتشار التعليم في البحرين عامة العكر خاصة، إلى خروج أبنائها إلى العمل بما يتناسب مع تعليمهم وخبراتهم.

## المساجد
كان المسجد ولا يزال منطلقا للتثقيف الإسلامي العام، حيث يستمع فيه الناس إلى الخطب والمواعظ الدينية في المناسبات كما يستخدم أيضا للعبادة.
وفي قرية العكر العديد من المساجد، أهمها مسجد الشيخ سهلان بن علي، ويوجد فيه ضريح الشيخ سهلان بن علي، وضريح الشيخ مقبل.

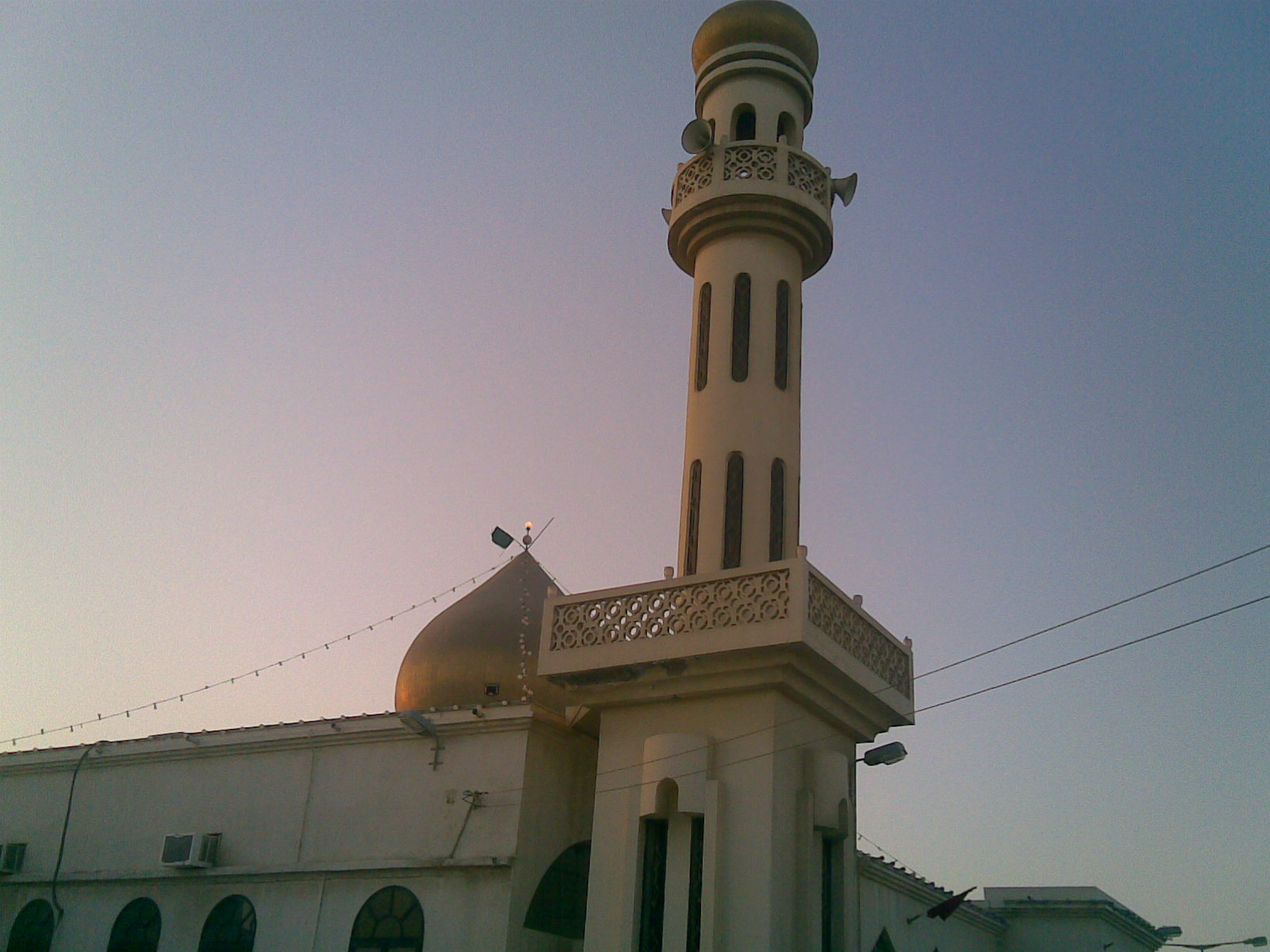
مسجد الشيخ سهلان

وتقع بجانب هذا المسجد مقبرة سُمّيت باسمه، يوارى فيها أجساد أموات قريتي العكر والمعامير، حيث يختص القسم الشمالي بالعكر، والقسم الجنوبي بالمعامير.
كما يوجد بجانب المسجد نهر يمتد من المقبرة غربا إلى البحر شرقا، حيث يقسم القرية إلى قسمين : شمالي وجنوبي، وقد خصصت له البلدية عاملاً لتنظيفه.

## المآتم
يوجد في القرية ـ إضافة إلى المساجد ـ مآتم تقام فيها ذكرى عاشوراء، ومن هذه المآتم : مأتم السراحنة، والحاج علي بن سرحان، ومأتم آل حسين، وآل شرف، وآل محيسن ومأتم السرحاني، الذي شيّده حديثا ملا منصور السرحاني، ويقع هذا المأتم في الشمال (الجبل)، بينما تتركز بقية المآتم في الوسط (الديرة).

مأتم آل شرف

وهناك ثلاث مأتم للنساء وهما : (مأتم النساء)، وقد شيد بتكافل وتعاون أهل القرية، و (مأتم أبو دلال)، وقد سمي بذلك نسبة إلى الحاج (سلمان أبو دلال). و (مأتم الصبطين) الذي تأسس حديثا بالإضافة إلى مآتم أخرى شُيّدت في منازل أهل القرية.

## علماء الدين
من علماء الدين في القرية الشيخ معروف عبد الحسين المغني، درس في المدارس النظامية، وبعدها هاجر إلى النجف لطلب العلم، وقد درس الفقه واللغة العربية والمنطق والأصول..ومن العلماء أيضا الشيخ مقبل العكري وكان من الفقهاء، ويوجد ضريحه في مسجد الشيخ سهلان بن علي.
أما الشيخ أحمد بن سرحان العكري الذي ينتمي إلى أسرة آل سرحان (السراحنة) فبالإضافة إلى علمه وفقهه فهو شاعر ومن أشعاره هذه الأبيات التي يمدح فيها خاله فيقول :
فيالك من صدر حوى كل حكمة.......... وأسرار علم الله فيه تسطر
فعلمك مشهور وفضلك ظاهــر.......... وجاهك أسنى من سنا البدر أنور
توفي هذا العالم الجليل سنة 1948م في دار هجرته الأخيرة (لنجة).

## نادي العكر
تقام فيه الأنشطة الرياضية والثقافية، ويستخدم أيضا في توزيع المساعدات المالية من قبل الهلال الأحمر البحريني، إلى جانب الأنشطة الصحية، حيث تم في هذا النادي تطعيم أبناء القرية بالتعاون مع وزارة الصحة.
وحاليا اقتصر عمله على الأنشطة الثقافية والرياضية : ككرة القدم والسلة، والطائرة، ولعبة التنس..

## الصندوق الخيري
تأسس هذا الصندوق بتصريح من وزارة العمل والشؤون الاجتماعية عام 1994م. ويقوم هذا الصندوق بمساعدة أهالي القرية المحتاجين، وذلك بتقديم المساعدات المالية والعينية، وإقامة مشاريع الزواج الجماعي..
و في سنة 2014 تغيّر الاسم من الصندوق الخيري إلى جمعية العكر الخيرية .